# Geschworener
Als Geschworener, in der österreichischen Kanzleisprache auch Geschworner (von spätmittelhochdeutsch gesworner ‚wer geschworen hat und damit eidlich verpflichtet ist‘) bezeichnet man:
- in Deutschland früher einen Schöffen an einem Schwurgericht[1]
- in Österreich einen Laienrichter, der bei schweren Verbrechen und politischen Straftaten zunächst mit sieben anderen Geschworenen über die Schuldfrage und danach gemeinsam mit den drei Berufsrichtern (dem Schwurgerichtshof) über das Strafmaß entscheidet
- in vielen Ländern (z. B. England, Spanien, den USA sowie früher auch in einigen deutschen Staaten) ein Mitglied einer Laienrichterbank, die unabhängig vom Richter über die Schuld des Angeklagten entscheidet. In einigen US-Bundesstaaten entscheiden die Geschworenen auch über das Strafmaß. Er bildet zusammen mit anderen Geschworenen ein Geschworenengericht (im angelsächsischen Rechtssystem auch „Jury“ genannt).
- in Frankreich die jurés (Geschworene)[2] der cour d'assises, des départementalen Strafgerichtes für schwere Verbrechen[3], eines Geschworenengerichtes mit Laienrichtern.
- in der Schweiz und darüber hinaus (neben der gemeindeutschen juristischen Bedeutung) früher eine vereidigte Person, die in der Verwaltung und überhaupt im Staatswesen tätig war.[4]
- in Schweden bis 1855 ein leitender Angestellter im Bergwerkswesen. Er war der örtliche Stellvertreter des Leiters der schwedischen Bergbaubehörde.